# Maxera inclusa
Maxera inclusa är en fjärilsart som beskrevs av Embrik Strand 1912. Maxera inclusa ingår i släktet Maxera och familjen nattflyn. Inga underarter finns listade i Catalogue of Life.